# Likhatxévskaia
Likhatxévskaia (en rus: Лихачевская) és un poble de la República de Komi, a Rússia, segons el cens del 2010 tenia 74 habitants.